# Christofschäferita-(Ce)
La christofschäferita-(Ce) és un mineral de la classe de ls silicats que pertany al subgrup de la chevkinita, dins del grup homònim. Rep el nom de Christof Schäfer (n. 1961), mineralogista aficionat de Mayen-Kürrenberg, especialista en minerals de la zona volcànica d'Eifel, qui va descobrir el mineral.

## Característiques
La christofschäferita-(Ce) és un sorosilicat de fórmula química Ce₃CaMnTiFe(3+)Ti₂(Si₂O₇)₂O₈. Va ser aprovada com a espècie vàlida per l'Associació Mineralògica Internacional l'any 2012. Cristal·litza en el sistema monoclínic. La seva duresa a l'escala de Mohs és 6.
L'exemplar que va servir per a determinar l'espècie, el que es coneix com a material tipus, es troba conservat a les col·leccions del Museu Mineralògic Fersmann, de l'Acadèmia de Ciències de Rússia, a Moscú (Rússia), amb el número de registre: 4227/1.

## Formació i jaciments
Va ser descoberta a les pedreres de Pumice, a Wingertsberg, dins el districte de Mayen-Koblenz (Renània-Palatinat, Alemanya). També ha estat trobada a Mochalin Log, a la localitat de Kixtim (óblast de Txeliàbinsk, Rússia). Aquests dos indrets són els únics de tot el planeta on ha estat descrita aquesta espècie mineral.